# Маралды (Курчумский район)
Маралды (каз. Маралды, до 1992 г. — Маралиха) — аул в Куршимском районе Восточно-Казахстанской области Казахстана. Административный центр Маралдинского сельского округа. Код КАТО — 635257100.

## Население
В 1999 году население аула составляло 1312 человек (707 мужчин и 605 женщин). По данным переписи 2009 года, в ауле проживали 833 человека (434 мужчины и 399 женщин).